# 계사 (논리학)
계사(繫辭, copula)는 연어(連語) 또는 연사(連辭)라고도 하는데, 명제에 있어서 주사(主辭)와 빈사(賓辭)를 연결하여 긍정 또는 부정의 뜻을 나타내는 말이다. 예를 들어 'A는 B이다' 'A는 B가 아니다'라는 판단에서 'A'는 주사, 'B'는 빈사이며, '~이다' '~이/가 아니다'를 계사, 즉 코퓰러(copula)라고 한다. 우리말에는 빈사 속에 계사가 들어 있다. 보다 일반적으로는 계사를 '~이다'로써 대표케 한다. '꽃은 아름답다'라는 문장에서 계사는 명시돼 있지 않으나 '꽃은 아름다운 것이다'라고 변형시켜 판단한다.